# Tercera Federación - Grupo VIII 2024-25
La temporada 2024-25 del Grupo VIII de la Tercera Federación de fútbol comenzó el 8 de septiembre de 2024 y finalizó el 11 de mayo de 2025. Posteriormente se disputó la promoción de ascenso entre el 18 de mayo y el 8 de junio en su fase territorial, y para finalizar en su fase nacional entre el 15 y 22 de junio. Se trata de la cuarta edición tras la restructuración de las categorías no profesionales por parte de la RFEF a causa de la pandemia global causada por el Coronavirus; y es la quinta categoría a nivel nacional.
Como particularidad en esta edición el grupo será integrado por 19 equipos tras la inclusión de los clubes Mojados y Laguna, luego de un auto judicial interpuesto por el segundo club el cual impugnó la asignación de una plaza vacante en el grupo al C. D. Mojados. En consecuencia la Federación de Fútbol de Castilla y León agregó cuatro jornadas más al calendario de la temporada, que constará de 38 jornadas; sin embargo, los clubes disputarán 36 partidos al contar con dos jornadas de descanso a lo largo de la temporada.

## Sistema de competición
Participan diecinueve clubes encuadrados en un único grupo. Se enfrentan todos contra todos en dos ocasiones -una en campo propio y otra en campo contrario- durante un total de 38 jornadas. El orden de los encuentros se decide por sorteo antes de empezar la competición. La Federación de Fútbol de Castilla y León es la responsable de designar las fechas de los partidos y los árbitros de cada encuentro, reservando al equipo local la potestad de fijar el horario exacto de cada encuentro.
Una vez finalizada la competición, el primer clasificado asciende directamente a Segunda Federación y se proclama campeón de Tercera Federación.
Los clasificados entre el segundo y el quinto lugar disputan un Play Off territorial en formato de eliminatorias a doble partido ida y vuelta. En caso de empate el vencedor de la eliminatoria es el equipo mejor clasificado. El equipo vencedor de este Play Off se clasifica a la Promoción de ascenso a Segunda Federación que tiene carácter de final interterritorial.
Los cuatro últimos clasificados descienden directamente a Primera División Regional. Puede haber más descensos por arrastre provocados por descensos de superior categoría.

## Ascensos y descensos
| Pos. | Ascendidos a 2.ª Federación |
| ---- | --------------------------- |
| 1º   | Real Ávila C. F.            |
| 2º   | Salamanca C. F. UDS         |

| Pos. | Descendidos de 2.ª Federación |
| ---- | ----------------------------- |
| 15.º | Arandina C. F.                |

| Pos.  | Ascendidos de Primera División Regional |
| ----- | --------------------------------------- |
| 1º G1 | C. F. Briviesca                         |
| 1º G2 | Ciudad Rodrigo C. F.                    |
| 2º G2 | C. D. Atlético Mansillés                |
| 3º G2 | C. D. Mojados                           |

| Pos. | Descendidos a Primera División Regional |
| ---- | --------------------------------------- |
| 17.º | C. D. DiocesÁvila                       |
| 18.º | S. D. Ponferradina "B"                  |

## Equipos

### Listado de equipos
| Equipo                         | Localidad             | Fundación | Estadio                         | Capacidad |
| ------------------------------ | --------------------- | --------- | ------------------------------- | --------- |
| S. D. Almazán                  | Almazán               | 1967      | La Arboleda                     | 2.000     |
| Arandina C. F.                 | Aranda de Duero       | 1987      | El Montecillo                   | 5.000     |
| Atlético Astorga F. C.         | Astorga               | 1944      | La Eragudina                    | 2.000     |
| C. D. Becerril                 | Becerril de Campos    | 1975      | Mariano Haro                    | 2.000     |
| Atlético Bembibre              | Bembibre              | 1922      | La Devesa                       | 2.750     |
| C. F. Briviesca                | Briviesca             | 1970      | Diego Dávila Álvarez            |           |
| Burgos C. F. Promesas          | Burgos                | 2000      | Castañares                      | 500       |
| Ciudad Rodrigo C. F.           | Ciudad Rodrigo        | 1953      | Francisco Mateos                | 1.500     |
| C. D. Laguna                   | Laguna de Duero       | 1963      | La Laguna                       | 3.500     |
| Júpiter Leonés                 | Puente Castro         | 1929      | Área Deportiva de Puente Castro | 4.600     |
| C. D. La Virgen del Camino     | La Virgen del Camino  | 1998      | Los Dominicos                   | 1.500     |
| C. D. Atlético Mansillés       | Mansilla de las Mulas |           | La Caldera                      |           |
| C. D. Mirandés "B"             | Miranda de Ebro       | 2005      | Anduva                          | 6.000     |
| C. D. Mojados                  | Mojados               | 1950      | Municipal de Mojados            | 300       |
| Palencia C. F.                 | Palencia              | 2013      | Estadio Nueva Balastera         | 8.100     |
| C. D. Palencia Cristo Atlético | Palencia              | 1985      | Estadio Nueva Balastera         | 8.100     |
| U. D. Santa Marta de Tormes    | Santa Marta de Tormes | 1982      | Alfonso San Casto               | 1.000     |
| S. D. Atlético Tordesillas     | Tordesillas           | 1969      | Las Salinas                     | 3.500     |
| C. D. Villaralbo               | Villaralbo            | 1952      | Los Barreros                    | 2.500     |

### Equipos por Provincia
| N.º | Provincia  | Equipos                                                                                                   |
| --- | ---------- | --- |
| 4   | Burgos     | Arandina C. F., C. F. Briviesca, Burgos C. F. Promesas y C. D. Mirandés "B"                               |
| 5   | León       | Atlético Astorga, Atlético Bembibre, C. D. Atlético Mansillés, Júpiter Leonés y C.D. La Virgen del Camino |
| 3   | Palencia   | C. D. Becerril, Palencia C. F. y C. D. Palencia Cristo Atlético                                           |
| 2   | Salamanca  | Ciudad Rodrigo C. F. y U.D. Santa Marta                                                                   |
| 1   | Soria      | S. D. Almazán                                                                                             |
| 3   | Valladolid | Atlético Tordesillas, C. D. Laguna y C. D. Mojados                                                        |
| 1   | Zamora     | C. D. Villaralbo                                                                                          |

| Almazán Arandina At. Astorga Becerril At. Bembibre Briviesca Burgos Promesas At. Tordesillas Ciudad Rodrigo Laguna Atlético Mansillés Mirandés "B" Mojados Júpiter Leonés Virgen del Camino Palencia C.F. C. D. Palencia Cristo At. Santa Marta Villaralbo |

## Clasificación
| Pos. | Equipo                         | Pts. | PJ | G  | E  | P  | GF | GC | Dif. |                                                                          |
| ---- | ------------------------------ | ---- | -- | -- | -- | -- | -- | -- | ---- | ------------------------------------------------------------------------ |
| 1    | Atlético Astorga F. C. (A, C)  | 75   | 36 | 22 | 9  | 5  | 65 | 25 | +40  | Ascenso a Segunda Federación y Copa del Rey                              |
| 2    | S. D. Atlético Tordesillas     | 72   | 36 | 20 | 12 | 4  | 52 | 25 | +27  | Acceso a Promoción de Ascenso a Segunda Federación y Copa del Rey        |
| 3    | Burgos C. F. Promesas (A)      | 60   | 36 | 15 | 15 | 6  | 45 | 29 | +16  | Acceso a Promoción a Segunda Federación con Ascenso a Segunda Federación |
| 4    | Arandina C. F.                 | 58   | 36 | 15 | 13 | 8  | 49 | 35 | +14  | Play Off de Ascenso a Segunda Federación                                 |
| 5    | C. D. Mirandés "B"             | 57   | 36 | 16 | 9  | 11 | 51 | 41 | +10  | Play Off de Ascenso a Segunda Federación                                 |
| 6    | C. D. La Virgen del Camino     | 57   | 36 | 15 | 12 | 9  | 44 | 30 | +14  |                                                                          |
| 7    | Júpiter Leonés                 | 55   | 36 | 15 | 10 | 11 | 54 | 43 | +11  |                                                                          |
| 8    | C. D. Palencia Cristo Atlético | 54   | 36 | 13 | 15 | 8  | 53 | 44 | +9   |                                                                          |
| 9    | C. D. Becerril                 | 51   | 36 | 14 | 9  | 13 | 43 | 50 | −7   |                                                                          |
| 10   | C. D. Villaralbo               | 50   | 36 | 12 | 14 | 10 | 37 | 27 | +10  |                                                                          |
| 11   | U. D. Santa Marta de Tormes    | 48   | 36 | 11 | 15 | 10 | 48 | 41 | +7   |                                                                          |
| 12   | C. D. Mojados                  | 44   | 36 | 12 | 8  | 16 | 36 | 55 | −19  |                                                                          |
| 13   | S. D. Almazán                  | 41   | 36 | 9  | 14 | 13 | 44 | 47 | −3   |                                                                          |
| 14   | Palencia C. F.                 | 40   | 36 | 10 | 10 | 16 | 39 | 40 | −1   |                                                                          |
| 15   | C. D. Atlético Mansillés       | 38   | 36 | 9  | 11 | 16 | 36 | 39 | −3   |                                                                          |
| 16   | Atlético Bembibre              | 38   | 36 | 9  | 11 | 16 | 31 | 53 | −22  |                                                                          |
| 17   | C. F. Briviesca (D)            | 32   | 36 | 8  | 8  | 20 | 28 | 56 | −28  | Descenso a Primera División Regional                                     |
| 18   | Ciudad Rodrigo C. F. (D)       | 31   | 36 | 7  | 10 | 19 | 35 | 55 | −20  | Descenso a Primera División Regional                                     |
| 19   | C. D. Laguna (D)               | 19   | 36 | 4  | 7  | 25 | 23 | 78 | −55  | Descenso a Primera División Regional                                     |

Actualizado a los partidos jugados el 11 de mayo de 2025.
 Fuente: BeSoccer
Notas:
1. ↑  Al producirse más ascensos que descensos entre el Grupo VIII de Tercera Federación y la Segunda Federación, el Atlético Bembibre mantuvo su plaza en esta categoría.[5]

## Resultados
| Local \ Visitante              | ALM | ARA | AST | BEC | BEM | BRI | BUR | CIU | JUP | LAG | LVC | MAN | MIR | MOJ | PAL | PAT | SMT | TOR | VIL |
| ------------------------------ | --- | --- | --- | --- | --- | --- | --- | --- | --- | --- | --- | --- | --- | --- | --- | --- | --- | --- | --- |
| S. D. Almazán                  | —   | 0–0 | 1–3 | 2–3 | 4–1 | 4–0 | 0–1 | 4–2 | 1–2 | 2–2 | 1–0 | 1–1 | 0–1 | 1–1 | 0–0 | 3–3 | 1–1 | 1–1 | 2–1 |
| Arandina C. F.                 | 2–2 | —   | 0–0 | 3–4 | 2–0 | 2–2 | 1–0 | 0–0 | 1–1 | 4–0 | 1–1 | 1–0 | 2–4 | 1–1 | 3–2 | 2–0 | 2–1 | 3–1 | 2–0 |
| Atlético Astorga F. C.         | 2–0 | 3–1 | —   | 3–0 | 1–0 | 3–0 | 1–1 | 2–0 | 0–1 | 3–0 | 1–0 | 3–0 | 3–1 | 2–0 | 1–0 | 1–1 | 4–2 | 1–1 | 3–1 |
| C. D. Becerril                 | 2–0 | 1–0 | 1–4 | —   | 1–0 | 1–0 | 2–4 | 2–1 | 2–0 | 2–4 | 0–2 | 1–0 | 0–0 | 1–2 | 1–3 | 2–1 | 1–2 | 0–0 | 0–0 |
| Atlético Bembibre              | 1–1 | 1–0 | 1–3 | 2–1 | —   | 2–1 | 0–0 | 1–0 | 0–1 | 3–1 | 0–0 | 0–0 | 2–2 | 2–1 | 0–3 | 1–1 | 2–2 | 1–3 | 1–1 |
| C. F. Briviesca                | 1–2 | 2–2 | 1–1 | 1–2 | 0–0 | —   | 0–2 | 2–1 | 0–1 | 1–0 | 2–0 | 1–0 | 1–2 | 1–0 | 2–1 | 1–3 | 1–0 | 0–1 | 2–1 |
| Burgos C. F. Promesas          | 1–1 | 1–0 | 3–1 | 3–0 | 3–1 | 2–0 | —   | 3–0 | 1–3 | 1–0 | 1–1 | 2–1 | 1–1 | 0–1 | 1–1 | 2–2 | 1–1 | 1–2 | 2–1 |
| Ciudad Rodrigo C. F.           | 1–4 | 0–1 | 0–3 | 2–0 | 4–0 | 1–1 | 1–1 | —   | 2–2 | 1–1 | 1–2 | 2–1 | 1–2 | 3–4 | 1–0 | 1–2 | 3–0 | 0–2 | 1–1 |
| Júpiter Leonés                 | 3–0 | 2–3 | 1–2 | 3–1 | 3–1 | 5–1 | 2–1 | 1–1 | —   | 3–1 | 0–1 | 1–0 | 1–2 | 0–1 | 1–1 | 2–3 | 4–3 | 0–1 | 2–2 |
| C. D. Laguna                   | 0–1 | 1–1 | 0–4 | 0–1 | 1–0 | 1–0 | 0–0 | 0–1 | 1–3 | —   | 0–2 | 0–0 | 1–4 | 2–3 | 0–1 | 0–1 | 0–0 | 0–2 | 0–4 |
| C. D. La Virgen del Camino     | 1–1 | 1–0 | 0–0 | 1–1 | 0–0 | 1–0 | 0–0 | 1–2 | 0–0 | 4–0 | —   | 1–0 | 1–0 | 0–0 | 0–1 | 5–1 | 0–1 | 3–1 | 1–1 |
| C. D. Atlético Mansillés       | 2–1 | 0–2 | 0–2 | 1–1 | 3–1 | 2–0 | 3–1 | 0–0 | 3–1 | 5–0 | 1–2 | —   | 0–2 | 4–1 | 2–1 | 1–1 | 1–1 | 0–0 | 0–1 |
| C. D. Mirandés "B"             | 1–0 | 1–3 | 0–1 | 0–0 | 1–2 | 3–0 | 0–1 | 3–0 | 1–1 | 3–1 | 3–1 | 3–3 | —   | 1–0 | 0–2 | 0–0 | 0–2 | 2–2 | 0–1 |
| C. D. Mojados                  | 0–1 | 1–1 | 2–0 | 0–3 | 1–2 | 2–1 | 0–0 | 1–0 | 0–0 | 4–1 | 1–5 | 0–2 | 3–1 | —   | 2–0 | 0–2 | 0–2 | 0–4 | 0–1 |
| Palencia C. F.                 | 1–0 | 1–2 | 3–2 | 1–1 | 1–1 | 2–0 | 0–1 | 1–1 | 1–1 | 4–0 | 2–3 | 1–0 | 1–2 | 0–1 | —   | 2–2 | 1–1 | 0–1 | 0–1 |
| C. D. Palencia Cristo Atlético | 3–2 | 1–0 | 0–0 | 1–2 | 2–1 | 1–1 | 0–1 | 3–1 | 1–1 | 4–1 | 2–0 | 3–0 | 1–2 | 0–0 | 1–1 | —   | 2–1 | 0–1 | 0–0 |
| U. D. Santa Marta de Tormes    | 0–0 | 0–0 | 2–1 | 2–1 | 0–1 | 1–1 | 0–0 | 0–0 | 0–1 | 3–3 | 1–3 | 0–0 | 1–1 | 7–0 | 2–0 | 3–3 | —   | 3–1 | 1–0 |
| S. D. Atlético Tordesillas     | 0–0 | 0–0 | 1–1 | 1–1 | 1–0 | 4–1 | 0–0 | 2–0 | 2–1 | 3–0 | 3–0 | 0–0 | 1–0 | 3–2 | 2–0 | 3–2 | 2–1 | —   | 0–0 |
| C. D. Villaralbo               | 3–0 | 0–1 | 0–0 | 1–1 | 4–0 | 0–0 | 2–2 | 2–0 | 2–0 | 0–1 | 1–1 | 1–0 | 1–2 | 1–1 | 1–0 | 0–0 | 0–1 | 1–0 | —   |

## Play Off de Ascenso a Segunda Federación
|  | Semifinales                                             | Semifinales                                             | Semifinales                                             | Semifinales                                             | Semifinales                                             |   |    | Final                                                | Final                                                | Final                                                | Final                                                | Final                                                |  |
|  | 17 de mayo de 2025 (ida) 24-25 de mayo de 2025 (vuelta) | 17 de mayo de 2025 (ida) 24-25 de mayo de 2025 (vuelta) | 17 de mayo de 2025 (ida) 24-25 de mayo de 2025 (vuelta) | 17 de mayo de 2025 (ida) 24-25 de mayo de 2025 (vuelta) | 17 de mayo de 2025 (ida) 24-25 de mayo de 2025 (vuelta) |   |    | 1 de junio de 2025 (ida) 7 de junio de 2025 (vuelta) | 1 de junio de 2025 (ida) 7 de junio de 2025 (vuelta) | 1 de junio de 2025 (ida) 7 de junio de 2025 (vuelta) | 1 de junio de 2025 (ida) 7 de junio de 2025 (vuelta) | 1 de junio de 2025 (ida) 7 de junio de 2025 (vuelta) |  |
|  |                                                         |                                                         |                                                         |                                                         |                                                         |   |    |                                                      |                                                      |                                                      |                                                      |                                                      |  |
|  |                                                         |                                                         |                                                         |                                                         |                                                         |   |    |                                                      |                                                      |                                                      |                                                      |                                                      |  |
|  | 4º                                                      | Arandina C. F.                                          | 0                                                       | 1                                                       | 1                                                       |   |    |                                                      |                                                      |                                                      |                                                      |                                                      |  |
|  | 4º                                                      | Arandina C. F.                                          | 0                                                       | 1                                                       | 1                                                       |   |    |                                                      |                                                      |                                                      |                                                      |                                                      |  |
|  | 3º                                                      | Burgos C. F. Promesas                                   | 0                                                       | 3                                                       | 3                                                       |   |    |                                                      |                                                      |                                                      |                                                      |                                                      |  |
|  | 3º                                                      | Burgos C. F. Promesas                                   | 0                                                       | 3                                                       | 3                                                       |   | 3º | Burgos C. F. Promesas                                | 3                                                    | 1                                                    | 4                                                    |                                                      |  |
|  |                                                         |                                                         |                                                         |                                                         |                                                         |   | 3º | Burgos C. F. Promesas                                | 3                                                    | 1                                                    | 4                                                    |                                                      |  |
|  |                                                         |                                                         | 2º                                                      | S. D. Atlético Tordesillas                              | 0                                                       | 3 | 3  |                                                      |                                                      |                                                      |                                                      |                                                      |  |
|  | 5º                                                      | C. D. Mirandés "B"                                      | 2º                                                      | S. D. Atlético Tordesillas                              | 0                                                       | 3 | 3  | 1                                                    | 0                                                    | 1                                                    |                                                      |                                                      |  |
|  | 5º                                                      | C. D. Mirandés "B"                                      |                                                         |                                                         |                                                         |   |    | 1                                                    | 0                                                    | 1                                                    |                                                      |                                                      |  |
|  | 2º                                                      | S. D. Atlético Tordesillas                              | 1                                                       | 0                                                       | 1                                                       |   |    |                                                      |                                                      |                                                      |                                                      |                                                      |  |
|  | 2º                                                      | S. D. Atlético Tordesillas                              | 1                                                       | 0                                                       | 1                                                       |   |    |                                                      |                                                      |                                                      |                                                      |                                                      |  |
|  |                                                         |                                                         |                                                         |                                                         |                                                         |   |    |                                                      |                                                      |                                                      |                                                      |                                                      |  |

1. ↑  En caso de empate pasa el equipo clasificado en mejor posición en la fase regular.